# Shades of Purple
Shades of Purple è il primo album in studio del gruppo musicale norvegese M2M, pubblicato il 7 marzo 2000 dalla Atlantic Records. L'album ha avuto particolare successo in Asia e ha venduto oltre cinque milioni di copie.

## Tracce
1. Don't Say You Love Me – 3:46 (Jimmy Bralower, Marit Larsen, Marion Raven, Peter Zizzo)
2. The Day You Went Away – 3:43 (Marit Larsen, Marion Raven, Matt Rowe)
3. Girl in Your Dreams – 3:31 (Marion Raven)
4. Mirror Mirror – 3:21 (Dave Deviller, Sean Hosein, Pamela Sheyne)
5. Pretty Boy – 4:40 (Bottolf Lødemel, Nora Skaug)
6. Give a Little Love – 3:59 (Marit Larsen, Marion Raven, Matt Rowe)
7. Everything You Do – 4:02 (Lars Aass, Marit Larsen, Marion Raven)
8. Don't Mess with My Love – 3:44 (Marit Larsen, Shelly Peiken, Marion Raven, Guy Roche)
9. Dear Diary – 3:58 (Marit Larsen, Marion Raven, Pamela Sheyne, Greg Wells)
10. Do You Know What You Want – 4:06 (Full Force, Marit Larsen, Marion Raven)
11. Smiling Face – 4:15 (Marit Larsen, Marion Raven, Matt Rowe)
12. Our Song – 3:54 (Barry Gibb, Maurice Gibb, Robin Gibb, Robert Jazayeri, Marit Larsen, Sean "Mystro" Mather, Marion Raven)
13. Why – 4:20 (Marit Larsen, Marion Raven, Carole Bayer Sager)

Traccia aggiunta nella versione australiana
1. The Feeling Is Gone – 3:14 (Marit Larsen, Marion Raven, Matt Rowe)

## Formazione
- Marion Raven
- Marit Larsen

## Classifiche
| Classifiche (2000) | Posizione massima |
| ------------------ | ----------------- |
| Norvegia           | 7                 |
| Stati Uniti        | 89                |